# Brendon Hartley
Brendon Hartley, född 10 november 1989 i Palmerston North på Nordön, är en nyzeeländsk racerförare.

## Racingkarriär
Hartley vann som trettonåring Nya Zeelands Formel Ford-festival 2003, vilket gav honom en plats i Red Bulls utvecklingsprogram. 
Han vann Formula Renault 2.0 Eurocup 2007. Sedan körde han för Carlin Motorsport i det brittiska F3-mästerskapet där han slutade på en tredjeplats 2008. Han körde även några race med samma stall i F3 Euroseries. Han voltade och kraschade under det första varvet Hockenheimring, men klarade sig oskadd.
Hartley körde hela säsongen med Carlin Motorsport i F3 Euroseries 2009, som en del i avtalet att Red Bulls förare ska köra i Carlins båda F3-stall.
Han fick även testköra formel 1-stallet Red Bulls bil inför säsongen 2009 efter att den ordinarie föraren Mark Webber brutit benet i en cykelolycka.
Hartley var reservförare i systerstallen Red Bull Racing och Toro Rosso under Spaniens Grand Prix 2009.